# Rally d'Estonia 2022
Il Rally d'Estonia 2022, ufficialmente denominato 12. Rally Estonia, è stata la settima prova del campionato del mondo rally 2022 nonché la dodicesima edizione del Rally d'Estonia e la terza con valenza mondiale. 

## Riepilogo
La manifestazione si è svolta dal 14 al 17 luglio sui veloci sterrati che attraversano le campagne sud-orientali del paese baltico; le prove speciali si svolsero nel territorio attorno alla città di Tartu, base principale del rally nonché sede del parco assistenza per i concorrenti, allestito nei pressi del Museo nazionale estone.
L'evento è stato vinto dal finlandese Kalle Rovanperä, navigato dal connazionale Jonne Halttunen, al volante di una Toyota GR Yaris Rally1 della squadra Toyota Gazoo Racing WRT, seguiti dalla coppia britannica formata dai compagni di squadra Elfyn Evans e Scott Martin, e dall'equipaggio estone composto da Ott Tänak e Martin Järveoja, su Hyundai i20 N Rally1 del team Hyundai Shell Mobis WRT. Rovanperä e Halttunen conquistarono così il loro quinto successo stagionale dopo quelli ottenuti in Svezia, in Croazia, in Portogallo e in Kenya, allungando il già cospicuo vantaggio in classifica generale sugli inseguitori e portandolo a 83 punti a sei gare dal termine;
I norvegesi Andreas Mikkelsen e Torstein Eriksen, su Škoda Fabia Rally2 Evo della squadra Toksport WRT, hanno invece conquistato il successo nel campionato WRC-2, vittoria che mancava loro dal secondo appuntamento stagionale in Svezia e che permise inoltre alla coppia di tornare in testa alla classifica generale di categoria; I finlandesi Sami Pajari ed Enni Mälkönen hanno invece vinto sia nella serie WRC-3, che nel quarto appuntamento stagionale del campionato Junior WRC (chiamato anche WRC-3 Junior) alla guida di una Ford Fiesta Rally3, conquistando la vetta della classifica in entrambe le serie.

## Dati della prova
| Denominazione ufficiale             | Rally Estonia                                               |
| Edizione N°                         | 12                                                          |
| Tappa N°                            | 7 di 13                                                     |
| Data manifestazione                 | da giovedì 14/07/2022 a domenica 17/07/2022                 |
| Sede ospitante                      | Tartu (Tartumaa, Estonia)                                   |
| Sede parco assistenza               | Aeroporto Raadi, Tartu                                      |
| Superficie                          | Terra                                                       |
| Direttore di gara                   | Urmas Roosimaa                                              |
| Iscritti                            | 43                                                          |
| Partiti                             | 42                                                          |
| Arrivati                            | 33 (78,6% dei partiti)                                      |
| Prove speciali                      | 24                                                          |
| Prova più breve                     | 1,66 km (PS1: Visit Estonia Tartu 1 e PS18: Toyota Tartu 2) |
| Prova più lunga                     | 24,35 km (PS2 e PS6: Peipsiääre)                            |
| Prova più lenta                     | velocità media di 59,88 km/h (PS18: Toyota Tartu 2)         |
| Prova più veloce                    | velocità media di 124,85 km/h (PS4: Raanitsa 1)             |
| Lunghezza prove speciali            | 313,84 km (21,1% della distanza totale)                     |
| Lunghezza complessiva trasferimenti | 1172,93 km                                                  |
| Distanza totale                     | 1486,77 km                                                  |
| Media oraria del vincitore          | velocità media di 107,9 km/h (313,84 km in 2h54'29"0)       |

## Itinerario
Novità dell'edizione 2022:
- La prova speciale inaugurale del giovedì Visit Estonia Tartu 1 era da corrersi nella direzione opposta rispetto all'anno precedente; essa andava inoltre a costituire il primo tratto della speciale Tartu Vald della domenica, già power stage nel 2021, la quale proseguiva per ulteriori 6 km e da percorrere a sua volta nel verso contrario.
- Dopo un anno di assenza, la speciale Mäeküla venne reinserita nel programma e collocata nella giornata del sabato in una versione accorciata rispetto a quella disputatasi nell'edizione 2020;
- La prova Kambja tornò invece ad essere la power stage dell'evento come avvenne nel 2020, sebbene in una versione rivista che predeveva l'arrivo nelle adiacenze del lago Leigo, su un'isoletta all'interno del quale venne inoltre allestito il podio conclusivo.

| Frazione            | Prova  | Ora    | Nome                                                 | Lunghezza | Totale    |
| ------------------- | ------ | ------ | ---------------------------------------------------- | --------- | --------- |
| Frazione 1 (14 lug) | PS1    | 20:38  | Visit Estonia Tartu 1                                | 1,66 km   | 1,66 km   |
|                     |        |        |                                                      |           |           |
| Frazione 2 (15 lug) |        | 06:32  | Assistenza – Aeroporto Raadi, Tartu (15 min)         | –         | 139,18 km |
| Frazione 2 (15 lug) | PS2    | 07:45  | Peipsiääre 1                                         | 24,35 km  | 139,18 km |
| Frazione 2 (15 lug) | PS3    | 08:43  | Mustvee 1                                            | 17,09 km  | 139,18 km |
| Frazione 2 (15 lug) | PS4    | 10:26  | Raanitsa 1                                           | 21,45 km  | 139,18 km |
| Frazione 2 (15 lug) | PS5    | 11:29  | Vastsemõisa 1                                        | 6,70 km   | 139,18 km |
| Frazione 2 (15 lug) |        | 13:48  | Assistenza (flexi) – Aeroporto Raadi, Tartu (30 min) | –         | 139,18 km |
| Frazione 2 (15 lug) | PS6    | 15:16  | Peipsiääre 2                                         | 24,35 km  | 139,18 km |
| Frazione 2 (15 lug) | PS7    | 16:14  | Mustvee 2                                            | 17,09 km  | 139,18 km |
| Frazione 2 (15 lug) | PS8    | 17:57  | Raanitsa 2                                           | 21,45 km  | 139,18 km |
| Frazione 2 (15 lug) | PS9    | 19:00  | Vastsemõisa 2                                        | 6,70 km   | 139,18 km |
| Frazione 2 (15 lug) |        | 20:39  | Assistenza (flexi) – Aeroporto Raadi, Tartu (50 min) | –         | 139,18 km |
|                     |        |        |                                                      |           |           |
| Frazione 3 (16 lug) |        | 08:00  | Assistenza – Aeroporto Raadi, Tartu (15 min)         | –         | 95,02 km  |
| Frazione 3 (16 lug) | PS10   | 09:03  | Elva 1                                               | 11,73 km  | 95,02 km  |
| Frazione 3 (16 lug) | PS11   | 10:16  | Mäeküla 1                                            | 10,27 km  | 95,02 km  |
| Frazione 3 (16 lug) | PS12   | 11:08  | Otepää 1                                             | 17,08 km  | 95,02 km  |
| Frazione 3 (16 lug) | PS13   | 12:02  | Neeruti 1                                            | 7,60 km   | 95,02 km  |
| Frazione 3 (16 lug) |        | 13:50  | Assistenza (flexi) – Aeroporto Raadi, Tartu (30 min) | –         | 95,02 km  |
| Frazione 3 (16 lug) | PS14   | 15:08  | Elva 2                                               | 11,73 km  | 95,02 km  |
| Frazione 3 (16 lug) | PS15   | 16:16  | Mäeküla 2                                            | 10,27 km  | 95,02 km  |
| Frazione 3 (16 lug) | PS16   | 17:08  | Otepää 2                                             | 17,08 km  | 95,02 km  |
| Frazione 3 (16 lug) | PS17   | 18:02  | Neeruti 2                                            | 7,60 km   | 95,02 km  |
| Frazione 3 (16 lug) | PS18   | 19:08  | Toyota Tartu 2                                       | 1,66 km   | 95,02 km  |
| Frazione 3 (16 lug) |        | 19:30  | Assistenza (flexi) – Aeroporto Raadi, Tartu (45 min) | –         | 95,02 km  |
|                     |        |        |                                                      |           |           |
| Frazione 4 (17 lug) |        | 06:18  | Assistenza – Aeroporto Raadi, Tartu (15 min)         | –         | 77,98 km  |
| Frazione 4 (17 lug) | PS19   | 06:48  | Tartu Vald 1                                         | 6,56 km   | 77,98 km  |
| Frazione 4 (17 lug) | PS20   | 08:16  | Kanepi 1                                             | 16,48 km  | 77,98 km  |
| Frazione 4 (17 lug) | PS21   | 09:08  | Kambja 1                                             | 15,95 km  | 77,98 km  |
| Frazione 4 (17 lug) | PS22   | 11:00  | Tartu Vald 2                                         | 6,56 km   | 77,98 km  |
| Frazione 4 (17 lug) | PS23   | 12:28  | Kanepi 2                                             | 16,48 km  | 77,98 km  |
| Frazione 4 (17 lug) | PS24   | 14:18  | Kambja 2 (power stage)                               | 15,95 km  | 77,98 km  |
| Totale              | Totale | Totale | Totale                                               | Totale    | 313,84 km |

## Risultati

### Classifica
| Pos.         | Nº       | Pilota               | Co-pilota              | Auto                   | Squadra                          | Classe/Validità | Tempo     | Distacco   | Punti    |
| Generale     | Generale | Generale             | Generale               | Generale               | Generale                         | Generale        | Generale  | Generale   | Generale |
| ------------ | -------- | -------------------- | ---------------------- | ---------------------- | -------------------------------- | --------------- | --------- | ---------- | -------- |
| 1.           | 69       | Kalle Rovanperä      | Jonne Halttunen        | Toyota GR Yaris Rally1 | Toyota Gazoo Racing WRT          | WRC             | 2h54'29"0 | –          | 30       |
| 2.           | 33       | Elfyn Evans          | Scott Martin           | Toyota GR Yaris Rally1 | Toyota Gazoo Racing WRT          | WRC             | 2h55'29"9 | +1'00"9    | 22       |
| 3.           | 8        | Ott Tänak            | Martin Järveoja        | Hyundai i20 N Rally1   | Hyundai Shell Mobis WRT          | WRC             | 2h56'24"7 | +1'55"7    | 15       |
| 4.           | 11       | Thierry Neuville     | Martijn Wydaeghe       | Hyundai i20 N Rally1   | Hyundai Shell Mobis WRT          | WRC             | 2h58'22"3 | +3'53"3    | 12       |
| 5.           | 18       | Takamoto Katsuta     | Aaron Johnston         | Toyota GR Yaris Rally1 | Toyota Gazoo Racing WRT NG       | WRC             | 2h58'42"4 | +4'13"4    | 11       |
| 6.           | 4        | Esapekka Lappi       | Janne Ferm             | Toyota GR Yaris Rally1 | Toyota Gazoo Racing WRT          | WRC             | 2h59'18"1 | +4'49"1    | 10       |
| 7.           | 16       | Adrien Fourmaux      | Alexandre Coria        | Ford Puma Rally1       | M-Sport Ford WRT                 | WRC             | 2h59'38"2 | +5'09"2    | 6        |
| 8.           | 21       | Andreas Mikkelsen    | Torstein Eriksen       | Škoda Fabia Rally2 Evo | Toksport WRT                     | WRC-2           | 3h05'30"8 | +11'01"8   | 7        |
| 9.           | 20       | Teemu Suninen        | Mikko Markkula         | Hyundai i20 N Rally2   | Hyundai Motorsport N             | WRC-2           | 3h05'56"1 | +11'27"1   | 2        |
| 10.          | 27       | Emil Lindholm        | Reeta Hämäläinen       | Škoda Fabia Rally2 Evo | Toksport WRT 2                   | WRC-2           | 3h07'33"8 | +13'04"8   | 1        |
| WRC-2        |          |                      |                        |                        |                                  |                 |           |            |          |
| 1. (8.)      | 21       | Andreas Mikkelsen    | Torstein Eriksen       | Škoda Fabia Rally2 Evo | Toksport WRT                     | WRC-2           | 3h05'30"8 | –          | 28       |
| 2. (9.)      | 20       | Teemu Suninen        | Mikko Markkula         | Hyundai i20 N Rally2   | Hyundai Motorsport N             | WRC-2           | 3h05'56"1 | +25"3      | 18       |
| 3. (10.)     | 27       | Emil Lindholm        | Reeta Hämäläinen       | Škoda Fabia Rally2 Evo | Toksport WRT 2                   | WRC-2           | 3h07'33"8 | +2'03"0    | 16       |
| 4. (11.)     | 29       | Jari Huttunen        | Mikko Lukka            | Ford Fiesta Rally2     | M-Sport Ford WRT                 | WRC-2           | 3h08'57"8 | +3'27"0    | 12       |
| 5. (12.)     | 25       | Kajetan Kajetanowicz | Maciej Szczepaniak     | Škoda Fabia Rally2 Evo | -                                | WRC-2           | 3h10'37"7 | +5'06"9    | 10       |
| 6. (14.)     | 31       | Emilio Fernández     | Axel Coronado          | Škoda Fabia Rally2 Evo | -                                | WRC-2           | 3h11'00"0 | +5'29"2    | 8        |
| 7. (15.)     | 24       | Georg Linnamäe       | Craig Drew             | Volkswagen Polo GTI R5 | ALM Motorsport                   | WRC-2           | 3h11'33"0 | +6'02"2    | 6        |
| 8. (19.)     | 38       | Josh McErlean        | James Fulton           | Hyundai i20 N Rally2   | -                                | WRC-2           | 3h15'36"7 | +10'05"9   | 4        |
| 9. (20.)     | 34       | Fabrizio Zaldivar    | Marcelo Der Ohannesian | Hyundai i20 N Rally2   | Hyundai Motorsport N             | WRC-2           | 3h15'52"8 | +10'22"0   | 2        |
| 10. (22.)    | 32       | Sean Johnston        | Alexander Kihurani     | Citroën C3 Rally2      | Saintéloc Junior Team            | WRC-2           | 3h16'17"7 | +10'46"9   | 1        |
| WRC-3        |          |                      |                        |                        |                                  |                 |           |            |          |
| 1. (16.)     | 45       | Sami Pajari          | Enni Mälkönen          | Ford Fiesta Rally3     | -                                | WRC-3           | 3h13'58"6 | –          | 25       |
| 2. (21.)     | 67       | Lauri Joona          | Mikael Korhonen        | Ford Fiesta Rally3     | -                                | WRC-3           | 3h16'14"3 | +2'15"7    | 18       |
| 3. (23.)     | 47       | William Creighton    | Liam Regan             | Ford Fiesta Rally3     | Motorsport Ireland Rally Academy | WRC-3           | 3h17'44"9 | +3'46"3    | 15       |
| 4. (29.)     | 49       | Mcrae Kimathi        | Mwangi Kioni           | Ford Fiesta Rally3     | -                                | WRC-3           | 3h53'12"2 | +39'13"6   | 12       |
| 5. (33.)     | 48       | Roope Korhonen       | Anssi Viinikka         | Ford Fiesta Rally3     | -                                | WRC-3           | 4h28'46"9 | +1h14'48"3 | 10       |
| WRC-3 Junior |          |                      |                        |                        |                                  |                 |           |            |          |
| 1. (16.)     | 45       | Sami Pajari          | Enni Mälkönen          | Ford Fiesta Rally3     | -                                | JWRC-3          | 3h13'58"6 | –          | 29       |
| 2. (17.)     | 46       | Robert Virves        | Julia Thulin           | Ford Fiesta Rally3     | Starter Energy Racing            | JWRC-3          | 3h14'13"5 | +14"9      | 35       |
| 3. (18.)     | 41       | Jon Armstrong        | Brian Hoy              | Ford Fiesta Rally3     | -                                | JWRC-3          | 3h14'58"0 | +59"4      | 18       |
| 4. (21.)     | 67       | Lauri Joona          | Mikael Korhonen        | Ford Fiesta Rally3     | -                                | JWRC-3          | 3h16'14"3 | +2'15"7    | 13       |
| 5. (23.)     | 47       | William Creighton    | Liam Regan             | Ford Fiesta Rally3     | Motorsport Ireland Rally Academy | JWRC-3          | 3h17'44"9 | +3'46"3    | 10       |
| 6. (29.)     | 49       | Mcrae Kimathi        | Mwangi Kioni           | Ford Fiesta Rally3     | -                                | JWRC-3          | 3h53'12"2 | +39'13"6   | 8        |

| Principali ritiri | Principali ritiri | Principali ritiri   | Principali ritiri | Principali ritiri      | Principali ritiri | Principali ritiri | Principali ritiri  | Principali ritiri |
| PS                | Nº                | Pilota              | Copilota          | Auto                   | Squadra           | Classe            | Causa              | Pos.              |
| ----------------- | ----------------- | ------------------- | ----------------- | ---------------------- | ----------------- | ----------------- | ------------------ | ----------------- |
| PS 4              | 37                | Bruno Bulacia       | Marc Martí        | Škoda Fabia Rally2 Evo | Toksport WRT      | WRC-2             | Problemi meccanici | 27º               |
| PS 6              | 23                | Hayden Paddon       | John Kennard      | Hyundai i20 N Rally2   | -                 | WRC-2             | Ragioni mediche    | 18º               |
| PS 20             | 7                 | Pierre-Louis Loubet | Vincent Landais   | Ford Puma Rally1       | M-Sport Ford WRT  | WRC               | Sospensioni        | 8º                |
| PS 21             | 44                | Gus Greensmith      | Jonas Andersson   | Ford Puma Rally1       | M-Sport Ford WRT  | WRC               | Trasmissione       | 8º                |

Legenda
| Icona   | Note                                                                                     |
| ------- | ---------------------------------------------------------------------------------------- |
| WRC     | Equipaggio di classe Rally1 che può conquistare punti per il campionato costruttori.     |
| WRC     | Equipaggio di classe Rally1 che non può conquistare punti per il campionato costruttori. |
| WRC-2   | Equipaggio di classe RC2 registrato al campionato WRC-2.                                 |
| WRC-3   | Equipaggio di classe RC3 registrato al campionato WRC-3.                                 |
| WRC-3 J | Equipaggio di classe RC3 registrato al campionato WRC-3 Junior.                          |
|         | Ulteriori classificazioni                                                                |

### Prove speciali
| Frazione            | Prova | Ora   | Nome                   | Lunghezza | Vincitori                                                   | Tempo   | Velocità media | Leader del rally                |
| ------------------- | ----- | ----- | ---------------------- | --------- | ----------------------------------------------------------- | ------- | -------------- | ------------------------------- |
| Frazione 1 (14 lug) | PS1   | 20:38 | Visit Estonia Tartu 1  | 1,66 km   | Craig Breen Paul Nagle                                      | 1'38"7  | 60,55 km/h     | Craig Breen Paul Nagle          |
|                     |       |       |                        |           |                                                             |         |                |                                 |
| Frazione 2 (15 lug) | PS2   | 07:45 | Peipsiääre 1           | 24,35 km  | Elfyn Evans Scott Martin                                    | 13'24"7 | 108,94 km/h    | Elfyn Evans Scott Martin        |
| Frazione 2 (15 lug) | PS3   | 08:43 | Mustvee 1              | 17,09 km  | Elfyn Evans Scott Martin                                    | 8'57"2  | 114,53 km/h    | Elfyn Evans Scott Martin        |
| Frazione 2 (15 lug) | PS4   | 10:26 | Raanitsa 1             | 21,45 km  | Elfyn Evans Scott Martin                                    | 10'18"5 | 124,85 km/h    | Elfyn Evans Scott Martin        |
| Frazione 2 (15 lug) | PS5   | 11:29 | Vastsemõisa 1          | 6,70 km   | Elfyn Evans Scott Martin                                    | 4'16"8  | 93,93 km/h     | Elfyn Evans Scott Martin        |
| Frazione 2 (15 lug) | PS6   | 15:16 | Peipsiääre 2           | 24,35 km  | Elfyn Evans Scott Martin                                    | 13'37"5 | 107,23 km/h    | Elfyn Evans Scott Martin        |
| Frazione 2 (15 lug) | PS7   | 16:14 | Mustvee 2              | 17,09 km  | Kalle Rovanperä Jonne Halttunen                             | 8'58"6  | 114,23 km/h    | Elfyn Evans Scott Martin        |
| Frazione 2 (15 lug) | PS8   | 17:57 | Raanitsa 2             | 21,45 km  | Kalle Rovanperä Jonne Halttunen                             | 10'24"4 | 123,67 km/h    | Elfyn Evans Scott Martin        |
| Frazione 2 (15 lug) | PS9   | 19:00 | Vastsemõisa 2          | 6,70 km   | Kalle Rovanperä Jonne Halttunen                             | 4'23"2  | 91,64 km/h     | Kalle Rovanperä Jonne Halttunen |
|                     |       |       |                        |           |                                                             |         |                | Kalle Rovanperä Jonne Halttunen |
| Frazione 3 (16 lug) | PS10  | 09:03 | Elva 1                 | 11,73 km  | Elfyn Evans Scott Martin                                    | 5'57"2  | 118,22 km/h    | Kalle Rovanperä Jonne Halttunen |
| Frazione 3 (16 lug) | PS11  | 10:16 | Mäeküla 1              | 10,27 km  | Kalle Rovanperä Jonne Halttunen                             | 5'48"1  | 106,21 km/h    | Kalle Rovanperä Jonne Halttunen |
| Frazione 3 (16 lug) | PS12  | 11:08 | Otepää 1               | 17,08 km  | Kalle Rovanperä Jonne Halttunen                             | 8'30"5  | 120,45 km/h    | Kalle Rovanperä Jonne Halttunen |
| Frazione 3 (16 lug) | PS13  | 12:02 | Neeruti 1              | 7,60 km   | Kalle Rovanperä Jonne Halttunen                             | 4'38"9  | 98,10 km/h     | Kalle Rovanperä Jonne Halttunen |
| Frazione 3 (16 lug) | PS14  | 15:08 | Elva 2                 | 11,73 km  | Kalle Rovanperä Jonne Halttunen                             | 5'57"5  | 118,12 km/h    | Kalle Rovanperä Jonne Halttunen |
| Frazione 3 (16 lug) | PS15  | 16:16 | Mäeküla 2              | 10,27 km  | Kalle Rovanperä Jonne Halttunen                             | 5'43"6  | 107,60 km/h    | Kalle Rovanperä Jonne Halttunen |
| Frazione 3 (16 lug) | PS16  | 17:08 | Otepää 2               | 17,08 km  | Kalle Rovanperä Jonne Halttunen                             | 8'34"9  | 119,42 km/h    | Kalle Rovanperä Jonne Halttunen |
| Frazione 3 (16 lug) | PS17  | 18:02 | Neeruti 2              | 7,60 km   | Kalle Rovanperä Jonne Halttunen                             | 4'41"4  | 97,23 km/h     | Kalle Rovanperä Jonne Halttunen |
| Frazione 3 (16 lug) | PS18  | 19:08 | Toyota Tartu 2         | 1,66 km   | Adrien Fourmaux Alexandre Coria                             | 1'39"8  | 59,88 km/h     | Kalle Rovanperä Jonne Halttunen |
|                     |       |       |                        |           |                                                             |         |                | Kalle Rovanperä Jonne Halttunen |
| Frazione 4 (17 lug) | PS19  | 06:48 | Tartu Vald 1           | 6,56 km   | Kalle Rovanperä Jonne Halttunen                             | 5'41"5  | 69,15 km/h     | Kalle Rovanperä Jonne Halttunen |
| Frazione 4 (17 lug) | PS20  | 08:16 | Kanepi 1               | 16,48 km  | Ott Tänak Martin Järveoja e Kalle Rovanperä Jonne Halttunen | 8'09"6  | 121,18 km/h    | Kalle Rovanperä Jonne Halttunen |
| Frazione 4 (17 lug) | PS21  | 09:08 | Kambja 1               | 15,95 km  | Kalle Rovanperä Jonne Halttunen                             | 8'48"8  | 108,59 km/h    | Kalle Rovanperä Jonne Halttunen |
| Frazione 4 (17 lug) | PS22  | 11:00 | Tartu Vald 2           | 6,56 km   | Esapekka Lappi Janne Ferm                                   | 5'38"7  | 69,73 km/h     | Kalle Rovanperä Jonne Halttunen |
| Frazione 4 (17 lug) | PS23  | 12:28 | Kanepi 2               | 16,48 km  | Esapekka Lappi Janne Ferm                                   | 8'16"4  | 119,52 km/h    | Kalle Rovanperä Jonne Halttunen |
| Frazione 4 (17 lug) | PS23  | 14:18 | Kambja 2 (power stage) | 15,95 km  | Kalle Rovanperä Jonne Halttunen                             | 9'18"2  | 102,87 km/h    | Kalle Rovanperä Jonne Halttunen |

### Power stage
PS24: Kambja 2 di 15,95 km, disputatasi domenica 17 luglio 2022 alle ore 143:18 (UTC+3).
| Pos. | No. | Pilota            | Co-pilota        | Auto                   | Squadra                    | Classe | Tempo  | Distacco | PP | PC |
| ---- | --- | ----------------- | ---------------- | ---------------------- | -------------------------- | ------ | ------ | -------- | -- | -- |
| 1    | 69  | Kalle Rovanperä   | Jonne Halttunen  | Toyota GR Yaris Rally1 | Toyota Gazoo Racing WRT    | Rally1 | 9'18"2 | –        | 5  | 5  |
| 2    | 33  | Elfyn Evans       | Scott Martin     | Toyota GR Yaris Rally1 | Toyota Gazoo Racing WRT    | Rally1 | 9'40"7 | +22"5    | 4  | 4  |
| 3    | 21  | Andreas Mikkelsen | Torstein Eriksen | Škoda Fabia Rally2 Evo | Toksport WRT               | Rally2 | 9'42"9 | +22"5    | 3  | -  |
| 4    | 4   | Esapekka Lappi    | Janne Ferm       | Toyota GR Yaris Rally1 | Toyota Gazoo Racing WRT    | Rally1 | 9'53"7 | +35"5    | 2  | -  |
| 5    | 18  | Takamoto Katsuta  | Aaron Johnston   | Toyota GR Yaris Rally1 | Toyota Gazoo Racing WRT NG | Rally1 | 9'57"2 | +39"0    | 1  | 1  |

## Classifiche mondiali
Classifica piloti
| Pos. | Pos. | Pilota               | Punti |
| ---- | ---- | -------------------- | ----- |
| 1    |      | Kalle Rovanperä      | 175   |
| 2    |      | Thierry Neuville     | 92    |
| 3    | 3    | Elfyn Evans          | 79    |
| 4    | 1    | Ott Tänak            | 77    |
| 5    | 1    | Takamoto Katsuta     | 73    |
| 6    | 1    | Craig Breen          | 60    |
| 7    |      | Sébastien Loeb       | 35    |
| 8    |      | Sébastien Ogier      | 34    |
| 9    |      | Dani Sordo           | 34    |
| 10   |      | Gus Greensmith       | 28    |
| 11   | 1    | Esapekka Lappi       | 27    |
| 12   | 1    | Andreas Mikkelsen    | 19    |
| 13   | 2    | Pierre-Louis Loubet  | 18    |
| 14   |      | Oliver Solberg       | 9     |
| 15   | 6    | Adrien Fourmaux      | 9     |
| 16   | 1    | Yohan Rossel         | 7     |
| 17   | 1    | Jourdan Serderidis   | 6     |
| 18   | 1    | Kajetan Kajetanowicz | 6     |
| 19   | 1    | Nikolaj Grjazin      | 6     |
| 20   | 1    | Ole Christian Veiby  | 4     |
| 21   | 1    | Emil Lindholm        | 4     |
| 22   | 2    | Jari Huttunen        | 3     |
| 23   |      | Erik Cais            | 2     |
| 24   | N    | Teemu Suninen        | 2     |
| 25   | 1    | Jan Solans           | 2     |
| 26   | 1    | Egon Kaur            | 1     |

Classifica copiloti
| Pos. | Pos. | Pilota                 | Punti |
| ---- | ---- | ---------------------- | ----- |
| 1    |      | Jonne Halttunen        | 175   |
| 2    |      | Martijn Wydaeghe       | 92    |
| 3    | 3    | Scott Martin           | 79    |
| 4    | 1    | Martin Järveoja        | 77    |
| 5    | 1    | Aaron Johnston         | 73    |
| 6    | 1    | Paul Nagle             | 60    |
| 7    |      | Isabelle Galmiche      | 35    |
| 8    |      | Benjamin Veillas       | 34    |
| 9    |      | Cándido Carrera        | 34    |
| 10   |      | Jonas Andersson        | 28    |
| 11   | 1    | Janne Ferm             | 27    |
| 12   | 1    | Torstein Eriksen       | 19    |
| 13   | 2    | Vincent Landais        | 18    |
| 14   |      | Elliott Edmondson      | 9     |
| 15   | 6    | Alexandre Coria        | 9     |
| 16   | 1    | Valentin Sarreaud      | 7     |
| 17   | 1    | Frédéric Miclotte      | 6     |
| 18   | 1    | Maciej Szczepaniak     | 6     |
| 19   | 1    | Konstantin Aleksandrov | 6     |
| 20   | 1    | Stig Rune Skjærmoen    | 4     |
| 21   | 1    | Reeta Hämäläinen       | 4     |
| 22   | 2    | Mikko Lukka            | 3     |
| 23   |      | Petr Těšínský          | 2     |
| 24   | N    | Mikko Markkula         | 2     |
| 25   | 1    | Rodrigo Sanjuan        | 2     |
| 26   | 1    | Silver Simm            | 1     |

Classifica costruttori WRC
| Pos. | Pos. | Squadra                    | Punti |
| ---- | ---- | -------------------------- | ----- |
| 1    |      | Toyota Gazoo Racing WRT    | 298   |
| 2    |      | Hyundai Shell Mobis WRT    | 211   |
| 3    |      | M-Sport Ford WRT           | 157   |
| 4    |      | Toyota Gazoo Racing WRT NG | 79    |